# Aurèle Nicolet
Aurèle Nicolet (født 22. januar 1926 i Neuchâtel, død 29. januar 2016 i Freiburg im Breisgau, Tyskland) var en schweizisk fløjtenist. Han blev betragtet som en af verdens bedste fløjtenister i det sene 20. århundrede, og hans indspilninger af Bach og Mozart er blevet rost af kritikerne. Efter han havde etableret sig som udfører af de tidligere perioders musik, kastede han sig over det mere modernistiske musik, som han i 1974 udgav Pro Musica Nova, Studien zum Spielen neuer Musik für Flöte om.
Blandt hans elever er Emmanuel Pahud, Carlos Bruneel, Michael Faust, Pedro Eustache, Thierry Fischer, Irena Grafenauer, Huáscar Barradas, Kristiyan Koev, Jadwiga Kotnowska, Robert Langevin, Marina Piccinini, Kaspar Zehnder og Ariel Zuckermann.

## Karriere
Aurèle Nicolet studerede ved Zürich Konservatorium hos André Jaunet (fløjte) og hos Willy Burkhard (teori og hørelære), derefter, fra 1945 til 1947, ved Conservatoire de Paris hos Marcel Moyse og Yvonne Drappier. 1945-47 spillede han i Tonhalle-Orchester i Zürich, fra 1948-50 som solofløjtenist i Symphonie-Orchester von Winterthur. Wilhelm Furtwängler hentede ham i 1950 til Berliner Philharmonikerne som solofløjtenist, med hvem han spillede til 1959. Fra 1952 til 1965 var Nicolet professor ved Hochschule für Musik i Berlin. I den tid underviste han også ved sommerkurserne for Salzburger Mozarteums Flöte und Kammermusik. Fra 1965 til 1981 var han leder af mesterklassen i Freiburg im Breisgau.
Toru Takemitsu, György Ligeti, Krzysztof Meyer og Edison Denisov har skrevet stykker for ham. Derudover er værker af blandt andre Cristóbal Halffter, Heinz Holliger, Klaus Huber og Rudolf Kelterborn blevet uropført af ham.

## Priser
I 1947, i en alder af 21 år, blev han tildelt Conservatoire de Paris' førstepris for fløjte. Året efter, i 1948, vandt han førsteprisen ved Concours de Genève. I 1963 fik han tildelt Deutscher Kritikerpreis.